# Šent Janž pri Radljah
Šent Janž pri Radljah – wieś w Słowenii, w gminie Radlje ob Dravi. W 2018 roku liczyła 291 mieszkańców.